# ليندا إستريلا
ليندا إستريلا هي ممثلة فلبينية، ولدت في 3 ديسمبر 1922 في Pandan, Catanduanes ‏ في الفلبين، وتوفيت في 18 فبراير 2012 في هوبارت في الولايات المتحدة.

## وصلات خارجية
- ليندا إستريلا على موقع IMDb (الإنجليزية)